# Spielgemeinschaft
Unter einer Spielgemeinschaft (SG, SpG) oder Wettkampfgemeinschaft (WG) versteht man den Zusammenschluss der Abteilungen verschiedener Sportvereine in einer Sportart, um an Wettkämpfen oder einem Ligabetrieb teilzunehmen.

## Hintergrund
Die Zusammenlegung der Abteilungen erfolgt meist aus folgenden Gründen:
- durch Spielermangel in einer oder mehreren Mannschaften wäre der Spielbetrieb in einem Verein alleine nicht gewährleistet oder
- es soll eine stärkere Mannschaft geformt werden, um den sportlichen Erfolg zu erhöhen oder
- rein wirtschaftliche Überlegungen (Kostensenkungen).

Während der Endphasen des Ersten und des Zweiten Weltkriegs wurde im Deutschen Reich die Bezeichnung Kriegsspielgemeinschaft (KSG; Beispiel: KSG Speyer) angewandt. In vielen Orten schlossen sie benachbarte Sportvereine ihre Mannschaften zusammen, da sie alleine nicht mehr genug Spieler hatten.
Trotz des Zusammenschlusses wird in den beteiligten Vereinen weiterhin aktive Arbeit für den Sport betrieben und dies nicht allein der Spielgemeinschaft überlassen Die Spieler bleiben weiterhin Mitglieder ihrer Stammvereine.
Spielgemeinschaften haben für die beteiligten Vereine den Nachteil, dass es sich hierbei um eine gewerbliche Tätigkeit handelt, da die Spielgemeinschaft eine Gesellschaft bürgerlichen Rechts darstellt, bei der die Vereine als Gesellschafter fungieren. Daher unterliegt die Spielgemeinschaft der Umsatzsteuer. Für die ertragssteuerliche Behandlung werden die Umsätze der Spielgemeinschaft anteilig bei den beteiligten Vereinen zu deren gewerblichen Umsätzen hinzuaddiert, was bei überschreiten der Freigrenze die Pflicht zur Entrichtung von Körperschaft- und Gewerbesteuer beim Verein zur Folge hat. Dies kann umgangen werden, indem sich der die Spielgemeinschaft eine besondere Rechtsform gibt oder die Zusammenarbeit vertraglich anders regelt.
Dieser ertragsteuerliche Nachteil kann allerdings durch eine Vereinssatzung, die man der Spielgemeinschaft gibt, verhindert werden. Damit wird die Spielgemeinschaft zum "Nicht eingetragenen gemeinnützigen Verein" und wird von der Finanzverwaltung wie ein e. V. behandelt. Alle steuerlichen Erleichterungen die ein e. V. hat, hat auch dann diese Spielgemeinschaft. Die Spieler sind weiterhin Mitglieder der beteiligten Vereine, von denen auch die Spielerpässe beantragt werden müssen. Durch eine Erweiterung der Mitgliedschaft durch Fördermitglieder kann auch diese Sparte der Finanzierungshilfe abgedeckt werden. Die Fördermitglieder haben in der Mitgliederversammlung kein Stimmrecht, sondern nur Rederecht.

## Fußball
Im Fußballsport entsteht eine Fußballspielgemeinschaft (FSG). Häufig entstehen solche Gemeinschaften zunächst im Jugendsport, bedingt durch Nachwuchsmangel. Diese Gemeinschaften werden dann Jugendspielgemeinschaften (JSG) genannt, um den Gedanken der Unterstützung Jugendlicher hervorzuheben, wird auch die Bezeichnung Juniorenfördergemeinschaft (JFG; Beispiel: JFG Selbitztal 05) verwendet.
Je nach Landesverband gilt in Deutschland für eine JSG eine beschränkte Möglichkeit zum Aufstieg.
In den 1970er Jahren fand man in der österreichischen Fußball-Bundesliga gleich mehrere Spielgemeinschaften, die um den Meistertitel Österreichs spielten:
- SV Wattens und Wacker Innsbruck (4 × Meister)
- Wiener AC und FK Austria Wien (1 × Meister)
- WSG Radenthein und Villacher SV

## Handball
Im Handballsport sind in Deutschland folgende Regelungen getroffen:
- Bei dem Zusammenschluss aller Mannschaften zweier Vereine wird eine Spielgemeinschaft (SG) oder Handballspielgemeinschaft (HSG) gebildet. Beispiele: SG Flensburg-Handewitt, HSG Nordhorn-Lingen.
- Schließen sich nur die Jugendmannschaften zusammen, so entsteht eine Jugendspielgemeinschaft (JSG).
- Fusionieren nur aktive Mannschaften eines Geschlechts, so bildet sich entsprechend eine Männerspielgemeinschaft (MSG) oder Frauenspielgemeinschaft (FSG) beziehungsweise Damenspielgemeinschaft (DSG).
- Weniger häufig anzutreffen sind dagegen Weibliche Jugendspielgemeinschaft (WJSG) oder Männliche Jugendspielgemeinschaft (MJSG).

## Floorball
Im Floorball sind in Deutschland Spielgemeinschaften im Ausnahmefall möglich.
- Die Spielgemeinschaft muss dabei aus mindestens zwei Vereinen bestehen.
- Es muss ein Hauptverein gewählt werden, welcher die Gebühren trägt, dann jedoch auch als erstes genannt werden muss
- Bei der Einteilung in das Ligensystem wird die Spielgemeinschaft in die Liga des zuvor höher spielenden Vereins platziert.[5]
- Bei Playoffs im Kleinfeld sind nur Spielgemeinschaften aus zwei Vereinen zugelassen